# Randall Amplifiers

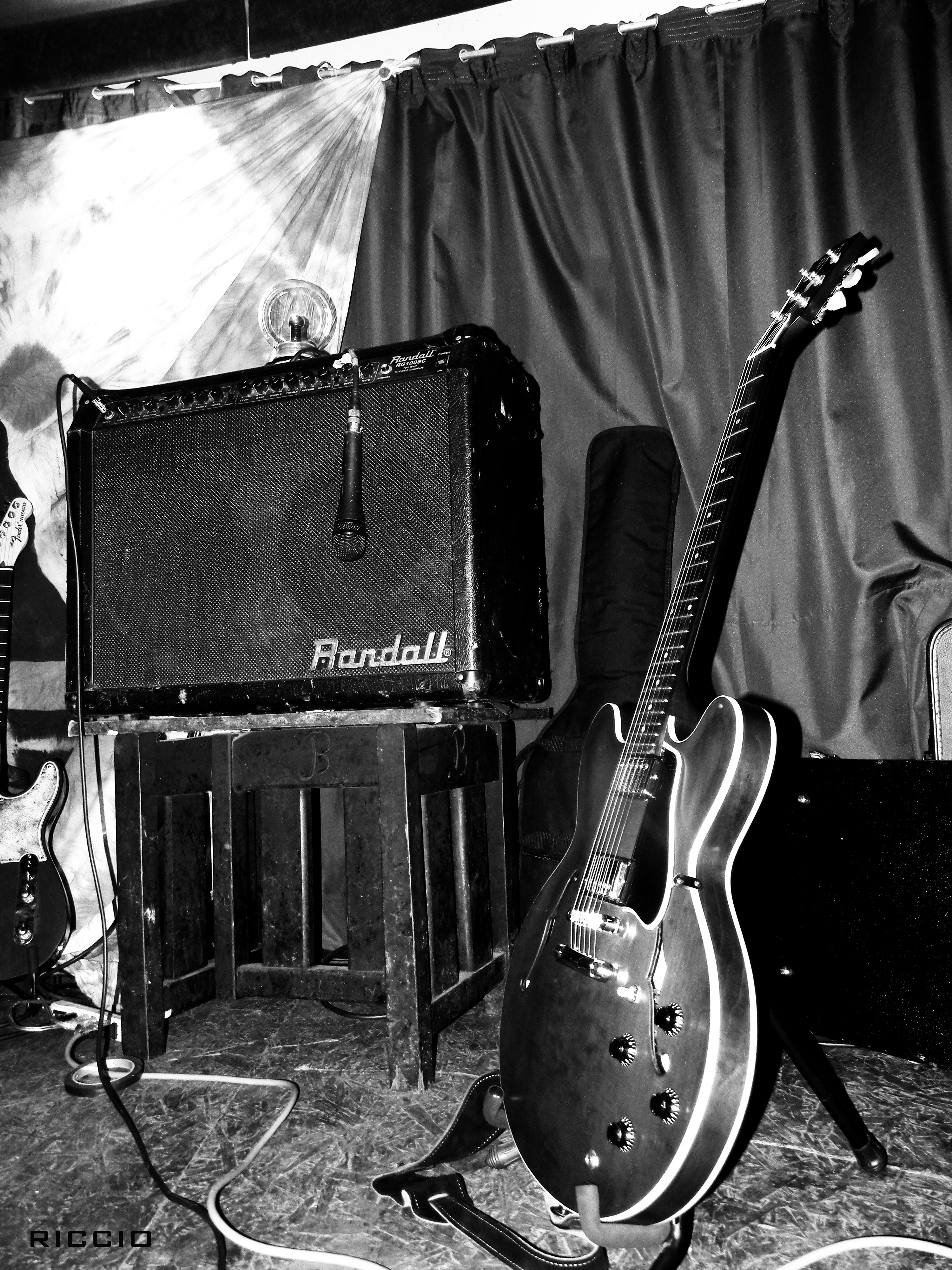
Gibson ES-335 i wzmacniacz firmy Randall

Randall Amplifiers – amerykańska firma produkująca wzmacniacze gitarowe, założona w latach 70. XX wieku. Wzmacniacze Randalla są najczęściej używane przez gitarzystów grających różne odmiany heavy metalu. Grali na nich m.in. Dimebag Darrell (Pantera), Chuck Schuldiner (Death), Scott Ian (Anthrax), Kirk Hammett (Metallica), Kurt Cobain (Nirvana), Jerry Cantrell (Alice in Chains) , Paul Stanley (Kiss).
Obecnie firma produkuje także modele sygnowane przez Kirka Hammetta, Scotta Iana, Nuno Bettencourta oraz George'a Lyncha.